# Adalbert van Teck

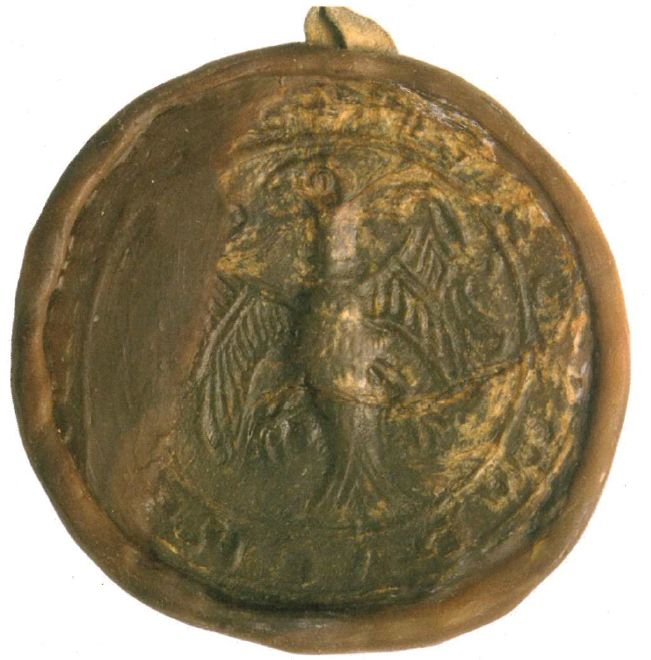
Adelaarszegel van Adalbert von Teck, ca. 1190

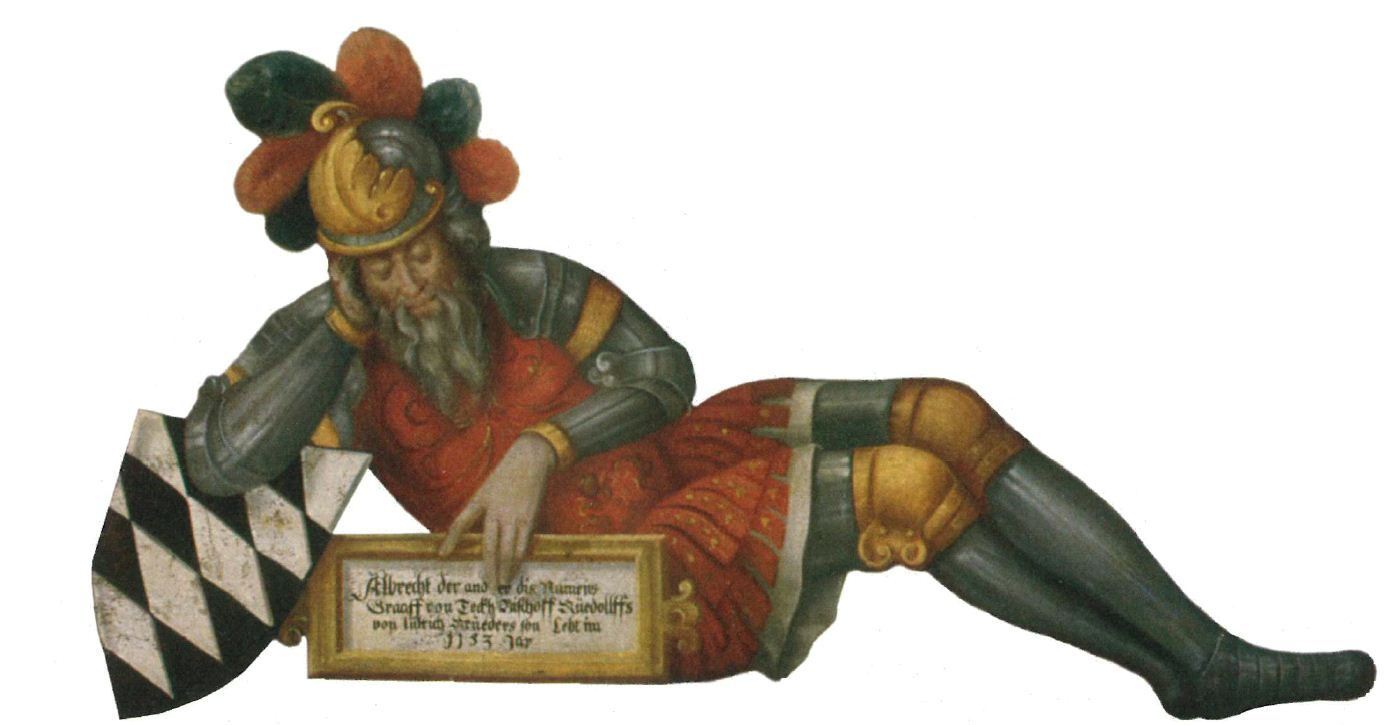
Adalbert van Teck. Detail van een schilderij met de stamboom van hertogen van Teck, ca. 1557

Adalbert van Teck, of ook Adalbert van Zähringen, (ca. 1135 - ca. 1195), was een zoon van Koenraad I van Zähringen en Clementia van Luxemburg-Namen.
Adalbert erfde de bezittingen van het huis Zähringen rondom het kasteel Teck in het huidige Baden-Württemberg. Na de dood van zijn broer Berthold IV van Zähringen noemde hij zich voor het eerst hertog Van Teck en stichtte daarmee de tot 1439 bestaande lijn van het geslacht hertogen van Teck.